# محوطه میر عبدل ۲ جالق
محوطه میر عبدل ۲ جالق مربوط به دوره اشکانیان - دوره ساسانیان است و در شهرستان گلشن شهر جالق، کیلومتری ۷ جاده جالق به سراوان، ۱/۳ کیلومتری جنوب جاده ارتباطی ضلع شمالی کوه میر عبدل واقع شده و این اثر در تاریخ ۲۸ اسفند ۱۳۸۵ با شمارهٔ ثبت ۱۸۹۳۶ به‌عنوان یکی از آثار ملی ایران به ثبت رسیده است.